# Twm

Twm é um gerenciador de janela para X11

Em informática, twm (inglês: originalmente Tom's Window Manager, depois Tab Window Manager  e agora Timeless Windows Manager) é o gerenciador de janela padrão do X Window System, versão X11R4 em diante. Twm foi criado por Tom LaStrange. É um gerenciador de janelas que prevê barras de títulos, janelas contornadas e gestão de ícones, sendo bastante configurável.
Twm foi um avanço conquistado em seu tempo, mas tem sido largamente ultrapassado por outros gerenciadores de janela e não é mais mantido. Apesar de ser obsoleto, provocou um forte impacto sobre o desenvolvimentos dos gestores de janelas X. Muitos outros, como swm (também criado por LaStrange), vtwm, tvtwm, CTWM, FVWM e seus derivados, foram construídos a partir de seu código, enquanto muitos outros conceitos utilizados por ele são pioneiros.
Embora agora é geralmente considerado como gerenciador de janelas e de último recurso, mas uma pequena minoria dos usuários dedicados a favorecer o twm por sua simplicidade, personalização, e leveza - em parte devido a ser escrito em C diretamente contra Xlib em vez de basear-se numa widget toolkit. Twm ainda é padrão de referência de implementação do X.Org e está disponível como parte de muitas distribuições X. O Knoppix live CD irá recorrer à twm se o computador está pouca memória RAM para mais adequado gerenciamento de janelas.

## Histórico
Twm foi escrito por Tom LaStrange, depois Evans e Sutherland, com início em 1987, devido à frustração com padrão uwm: "Eu sentei em meu Sun 3/50 monocromático e digitei vi twm.c e, em seguida abri a documentação do X11. twm foi meu primeiro programa X. Cerca de seis meses mais tarde, eu convenci meu gerente a enviar uma cópia para o comp.windows.x newsgroup." Uma versão para X11R1 foi publicado sobre o grupo de notícias da Usenet comp.unix.sources. Fontes em 13 de junho de 1988.
Nove meses depois, Jim Fulton do MIT, o X Consortium aproximou de Tom e pediu que ele entregasse a manutenção do código para o X Consortium. Fulton tornou compatíveis com o novo Inter-Client Communication Conventions Manual e Keith Packard adicionado suporte em forma de barras de títulos. Posteriormente, twm foi lançado como modelo padrão de gerenciador janela para X11R4, substituindo uwm.
O nome Twm ficou originalmente para Tom's Window Manager. Quando o X Consortium assumiu a sua manutenção, e várias outras pessoas que tinham contribuído substancialmente, o seu nome foi mudado para Tab Window Manager. A página de manual do vtwm.gamma  diz: "Para salvar Tom LaStrange de ser acusado de qualquer das enormes quantidades de mudanças que foram feitas para twm pois ele deu controle do mesmo, o nome 'twm' agora significa 'Tab Window Manager'."
De acordo com Fulton, a palavra "tab" foi escolhida porque é convenientemente começou com 'T' e colocar a ênfase sobre as características espremidas na janela da barras de títulos, o que os fez parecido com pastas com abas.

## Autores
O twm foi originalmente escrito por Tom LaStrange. Mais tarde contribuintes substanciais incluem Jim Fulton, Keith Packard e Dave Sternlicht, todos os três do X Consortium, no momento, Steve Pitschke, então em Stardent Computer, e Dave Payne, então a Apple Computer.
Eeri Kask está atualmente mantendo twm para trabalhar bem com X.Org para ser compativel e moderno, tais como XRender e transparência.